# Trans/Wizje
TRANS/WIZJE – polskie czasopismo literacko-kulturalne, ukazujące się od 2012 roku.
To magazyn kulturalno-społeczny, zajmujący się współczesnymi i historycznymi nurtami myśli alternatywnej. Jest to pierwsze w Polsce pismo poświęcone badaniom tradycji ezoterycznych świata, ze szczególnym uwzględnieniem zachodniej tradycji ezoterycznej.
Jest wydawane przez Wydawnictwo Okultura. Jego redaktorem naczelnym jest Dariusz Misiuna. Na łamach pisma publikowali między innymi Jerzy Prokopiuk, Kazimierz Banek, Tadeusz Cegielski, Jacek Sieradzan, Tomasz Stawiszyński, Krzysztof Grudnik, Zbigniew Łagosz i Rafał T. Prinke.